# 对党和国家领导人的官方评价
本条目记录的是中国共产党和中华人民共和国政府对已故党和国家领导人的官方评价，一般发布于《讣告》（或《告全党全军全国各族人民书》）、《生平》等官方文告中，后或体现于中共中央关于党的历史问题或某些人的问题的决议、处分/平反文件，以及后来的官方机构和领导人在诞辰纪念活动中的讲话、文章等，随政治局势和历史认识的发展而调整。

## 对最高领导人（领导核心/主要代表）的特殊评价
- 毛泽东：“我党我军我国各族人民敬爱的伟大领袖、国际无产阶级和被压迫民族被压迫人民的伟大导师。中国共产党、中国人民解放军、中华人民共和国的缔造者和英明领袖。当代最伟大的马克思主义者。”[1]
- 邓小平：“我党我军我国各族人民公认的享有崇高威望的卓越领导人，伟大的马克思主义者，伟大的无产阶级革命家、政治家、军事家、外交家，久经考验的共产主义战士，我国社会主义改革开放和现代化建设的总设计师，建设有中国特色社会主义理论的创立者。中国共产党早期的党员和积极活动家。”[2]
- 江泽民：“我党我军我国各族人民公认的享有崇高威望的卓越领导人，伟大的马克思主义者，伟大的无产阶级革命家、政治家、军事家、外交家，久经考验的共产主义战士，中国特色社会主义伟大事业的杰出领导者，党的第三代中央领导集体的核心，‘三个代表’重要思想的主要创立者。”[3]

## 马克思主义者
- “当代最伟大的马克思主义者”（1位）：毛泽东（1976年[1]）
- “伟大的马克思主义者”（11位）：毛泽东[4]、周恩来、刘少奇、朱德、邓小平[2]、李大钊、任弼时、瞿秋白[5]、林伯渠[6]、董必武（1986年 [7]）、江泽民
- “杰出的马克思主义者”（1位）：陈云
- “坚定的马克思主义者”（9位）：叶剑英、李先念、彭真、邓颖超、杨尚昆、王震、徐向前、李立三、关向应[8]
- “忠诚的马克思主义者”（5位）：李富春、张闻天、王稼祥、邓发[9]、凯丰[10]
- “马克思主义者”（3位）：林枫[11]、胡耀邦（1989年 [12]，在百年诞辰纪念时不再提及 [13]）、谷牧（2014年 [14]）

## 爱国者、人民的儿子
- “伟大”级爱国者
  - “近代以来中国伟大的爱国者和民族英雄，领导中国人民彻底改变自己命运和国家面貌的一代伟人”：毛泽东（2003年[4]）
  - “伟大的爱国主义战士”：宋庆龄、荣毅仁
  - “伟大的爱国主义者”：张澜、沈钧儒、许德珩、班禅额尔德尼·确吉坚赞、阿沛·阿旺晋美、包尔汉、张冲、董其武、陈嘉庚[15]
- “杰出”级爱国者
  - “杰出的爱国民主人士”：李济深、侯镜如、章乃器
  - “杰出的爱国民主战士”：史良[16]
  - “杰出的爱国宗教领袖”：傅铁山、丁光训[17]
  - “杰出的爱国主义者”：叶圣陶、孙晓村[18]、高崇民
- “忠诚”级爱国者
  - “忠诚的爱国主义者”：黄炎培、马叙伦、胡厥文、周叔弢
  - “忠诚的爱国志士”：屈武
  - “忠诚的爱国民主战士”：王昆仑
- “著名的爱国人士”：程潜、马万祺、何香凝、刘靖基、安子介
- “著名的爱国民主战士”：章伯钧、缪云台
- “著名的爱国将领”：傅作义、陶峙岳
- “中国人民的忠实儿子”：周恩来
- “維吾爾族人民的優秀兒子”：賽福鼎·艾則孜、司马义·艾买提、铁木尔·达瓦买提
- “藏族人民的优秀儿子”：阿沛·阿旺晋美、热地
- “壮族人民的优秀儿子”：甘苦

## 中国共产党的某种党员/朋友
- “模范的共产党员”：任弼时
- “中国共产党人的优秀代表”：周恩来
- “具有高尚道德情操和共产党人良好家风的典范”：董必武[19]
- “中国共产党的优秀党员”（人数众多，恕不列举）
- “中国共产党的忠诚朋友”：班禅额尔德尼·确吉坚赞、孙晓村
- “中国共产党的亲密朋友”：董寅初、朱蕴山、周叔弢、霍英東、王选、傅铁山、經叔平、阿沛·阿旺晋美、费孝通、雷洁琼、丁光训、万国权、罗豪才、孙孚凌、王光英、马万祺、何鲁丽等
- “中国共产党的亲密战友”：马叙伦、史良、孙晓村、李沛瑶、沈钧儒

## 战士
- “伟大”级战士
  - “我国爱国主义、民主主义、国际主义和共产主义的伟大战士”：宋庆龄
  - “中国人民的伟大战士”：林伯渠、罗荣桓、柯庆施、周恩来、刘伯承
  - “中国人民伟大的革命战士”：朱德
  - “伟大的共产主义战士”：林枫、陆定一、邓子恢、林育英、习仲勋、宋任穷、薄一波、荣毅仁
    - 兼“伟大的爱国主义战士”：荣毅仁

  - “伟大的无产阶级文化战士”：郭沫若（讣告）
- “卓越”级战士
  - “卓越的民主战士”：沈钧儒
  - “我党安全保卫工作的卓越战士和开拓者”：邓发[9]
  - 卓越的无产阶级文化战士：郭沫若（悼词）、沈雁冰
- “杰出”级战士
  - “杰出的共产主义战士”：周恩来、蔡和森
  - “杰出的、忠诚的共产主义战士”：徐向前
  - “杰出的爱国民主战士”：史良
- 高忠诚度型战士
  - “坚定的共产主义战士”：任弼时
  - “杰出的、忠诚的共产主义战士”：徐向前
  - “久经考验的共产主义战士”：邓小平、乌兰夫、粟裕、谭震林[20]、宋时轮[21]、王首道[22]、王平、江泽民
  - “久经考验的共产主义忠诚战士”：叶剑英、李维汉
  - “久经考验的忠诚的共产主义战士”：陶铸[23]、胡耀邦、蔡畅、陈赓、张云逸、徐海东、谭政、黄克诚、许世友、萧劲光、李井泉、韦国清、王任重、胡乔木、康世恩、徐冰、陈丕显、余秋里、秦基伟、方毅、杨勇、陈俊生、谢非、汪锋、杨静仁、段君毅、廖汉生、洪学智、黄菊、吴学谦、华国锋、李锡铭、王芳、谷牧、李德生、刘华清、陈慕华、丁关根、杨白冰、刘复之、邓力群、张万年、乔石、万里、张劲夫、尉健行、汪东兴、张震、张劲夫、杨汝岱、赵南起、钱其琛、李鹏、叶选平、曹志、姜春云、张思卿、钱正英、李克强、吴邦国、邹家华等
  - “忠诚的共产主义战士”：叶挺、关向应、张太雷、王树声、许光达、王若飞、沙千里、张冲、楚图南、刘澜涛、张鼎丞、高崇民、欧阳钦、赛福鼎·艾则孜、包尔汉、甘苦、钱学森、朱光亚、倪志福、司马义·艾买提、铁木尔·达瓦买提、毛致用、肖扬、杨秀峰、陈再道、伍修权、黄火青、马文瑞等
  - “忠诚的无产阶级革命战士”：李立三[24]
  - “忠诚的爱国民主战士”：王昆仑
- “著名的爱国民主战士”：章伯钧
- “光荣的反修战士”：康生（1975年，后于1980年被中共中央撤销）
- “早期民主主义革命的先锋战士”：陶峙岳

## 无产阶级革命家（兼/或相关领域专家）
- “伟大的无产阶级革命家”（18人）：毛泽东、周恩来、刘少奇、朱德、邓小平、陈云、李先念、叶剑英、彭真、邓颖超、杨尚昆、王震、胡耀邦、刘伯承、徐向前、聂荣臻[25]、董必武、方志敏、叶挺、江泽民
  - 兼“政治家”：周恩来、刘少奇、朱德、邓小平、陈云、李先念、叶剑英、彭真、邓颖超、杨尚昆、王震、胡耀邦、江泽民
  - 兼“军事家”：周恩来、朱德、邓小平、叶剑英、刘伯承、李先念、杨尚昆、王震、徐向前、聂荣臻、方志敏、叶挺、江泽民
    - 兼“马克思主义军事理论家、军事教育家”：刘伯承

  - 兼“战略家”：毛泽东
  - 兼“理论家”：毛泽东、刘少奇
  - 兼“外交家”：周恩来、邓小平、江泽民
- “卓越的无产阶级革命家、理论家和宣传家”：瞿秋白
- “杰出的无产阶级革命家”：李大钊、赵世炎、任弼时、项英、罗亦农、陈赓、张云逸、董必武、王稼祥、张闻天、林伯渠、林枫、李富春、陶铸、陆定一、乌兰夫、姚依林、李维汉、蔡畅、谭震林、谭政、黄克诚、萧劲光、聂荣臻、习仲勋、宋任穷、薄一波、刘华清、万里、乔石、李鹏、李克强、吴邦国
  - 兼“政治家”：任弼时、刘华清、万里、乔石、李鹏、李克强、吴邦国
  - 兼“组织家”：任弼时
  - 兼“军事家”：陈赓、张云逸、谭政、黄克诚、萧劲光、聂荣臻、刘华清
  - 兼“马克思主义的政治家和法学家”：董必武
  - 兼“教育家”：林枫
- “久经考验的无产阶级革命家”：王若飞、陈毅、贺龙、徐向前、聂荣臻、罗荣桓、罗瑞卿、王树声、许光达、苏振华[26]、杨得志、江华、滕代远、刘澜涛、张鼎丞、杨秀峰、康克清、陈再道、伍修权、黄火青、马文瑞
  - 兼“军事家”：陈毅、贺龙、徐向前、聂荣臻、罗荣桓、罗瑞卿、杨得志、陈再道、伍修权
  - 兼“外交家”：陈毅、伍修权
- “坚定的无产阶级革命家”：杨殷、邓发
- “忠诚的无产阶级革命家”：邓子恢[27]、聂荣臻[25]
- “德高望重的老一辈无产阶级革命家、政治家和军事家”：彭德怀
- “为中国人民解放事业奋斗终生的无产阶级革命家”：苏兆征
- “无产阶级革命家”：蔡和森、李立三、关向应、华国锋、粟裕、廖承志、陈锡联、许世友、韩先楚、汪锋、徐冰、李井泉、韦国清、秦基伟、胡乔木、陈丕显、叶飞、程子华、王平、杨勇、廖汉生、洪学智、谷牧、邓力群、张劲夫、尉健行、汪东兴、钱正英、邹家华等
  - 兼“政治家”：尉健行
  - 兼“军事家”：张震、张万年、叶飞、陈锡联、杨勇、秦基伟、王平、韩先楚、洪学智
  - 兼“理论家和宣传家”：蔡和森.
- “无产阶级军事家”：许其亮

## 党/国家/军队领导人

### 党、国家和军队三重领导人
- “我党我军我国各族人民敬爱的伟大领袖，中国共产党、中国人民解放军、中华人民共和国的缔造者和英明领袖”：毛泽东[1]
- “党和国家主要领导人之一，中国人民解放军主要创建人之一”：周恩来
- “我党我军我国各族人民公认的享有崇高威望的卓越领导人”：邓小平[2]、江泽民[3]
- “长期担任党、国家和军队重要领导职务的卓越领导人”：叶剑英、聂荣臻、徐向前
- “党、国家和（人民）军队的卓越领导人”：杨尚昆、刘华清、罗瑞卿、罗荣桓
- “党、国家和军队的杰出领导人”：彭德怀

### 党和国家双重领导人
- “中国人民久经考验的卓越的党和国家领导人”：周恩来
- “党和国家久经考验的卓越领导人”：陈云
- “党和国家的卓越领导人”：邓颖超、李先念、彭真、李富春、贺龙、陈毅、聂荣臻、陶铸、王震、黄菊、乔石、万里、尉健行、李鹏、李克强、吴邦国
- “党和国家的优秀领导人”：廖承志、乌兰夫、姚依林
- “党和国家主要领导人之一”：刘少奇
- “党和国家德高望重的领导人之一”：林伯渠
- “我们党第一代领导集体的成员和国家的重要领导人”：董必武

### 党和军队双重领导人
- “我党我军卓越的领导人”（“党和军队的卓越领导人”）：任弼时、王稼祥、李德生、黄克诚
- “党和军队的优秀领导人”：谭政、粟裕、苏振华、杨勇
- “党和红军早期的领导人之一”：项英

### 国家和军队双重领导人
- “国家和军队的优秀领导人”：萧劲光

### （非国家、军队领导人的）党的领导人
- “中国共产党早期的重要（主要）领导人”：蔡和森、张太雷、瞿秋白、苏兆征、罗亦农、杨殷、彭湃
- “中国共产党历史上一个相当长时期的重要领导人”：张闻天[28]
- “长期担任党的重要领导职务的卓越领导人”：胡耀邦
- “卓越的党的工作领导者”：谭绍文、谢非、张立昌、李锡铭

### （非党、军队领导人的）国家领导人
- “卓越的国家领导人”：宋庆龄、荣毅仁
- “我国德高望重的领导人之一”：张澜、黄炎培

### 曾担任党/国家/军队重要领导职务者
- “先后担任过中央和国家重要领导职务”：赵紫阳
- “长期担任党、国家和军队重要领导职务的卓越领导人”：叶剑英、聂荣臻、徐向前
- “曾担任党和国家重要领导职务的”：华国锋
- “长期担任党的重要领导职务的卓越领导人”：胡耀邦
- “曾担任党的重要领导职务的”：汪东兴

## 各领域评价
- 经济
  - “中国社会主义经济建设的开创者和奠基人之一”：陈云
  - “我国社会主义经济建设的奠基者和组织者之一”：李富春
  - “我党（我国）经济工作的卓越领导人”：薄一波、姚依林
  - “我国经济建设战线的杰出领导人”：谷牧、叶选平、程子华、毛致用、邹家华
  - “中国经济工作和妇女儿童工作的杰出领导人”：陈慕华
  - “我国科技和财经战线的杰出领导人”：张劲夫
  - “我国社会主义市场经济体制的重要开创者、忠实践行者、积极推动者”：李鹏
  - “中国现代民族工商业者的杰出代表”：荣毅仁
  - “中国（近）现代工商业者的优秀代表”：经叔平、孙孚凌、王光英、万国权（诞辰100周年座谈会增加[29]）
  - “香港知名实业家，中国国际贸易研究的先驱之一”：安子介

- 国务活动家
  - “杰出的国务活动家”：彭真
  - “著名的国务活动家”：班禅额尔德尼·确吉坚赞

- 政治活动家
  - “杰出的政治活动家”：何香凝[30]、王若飞
  - “著名的政治活动家”：史良、王昆仑、胡愈之、侯镜如、高崇民、章伯钧、沙千里、章乃器、缪云台

- 社会活动家
  - “卓越的社会活动家”：童第周
  - “杰出的社会活动家”：谢觉哉、廖承志、雷洁琼、王选、华罗庚、安子介、卢嘉锡
  - “著名的社会活动家” ：郭沫若、茅以升、邓颖超、楚图南、包尔汉、刘靖基、周培源、苏步青、费孝通、傅铁山、经叔平、阿沛·阿旺晋美、孙起孟、丁光训、成思危、万国权、罗豪才、孙孚凌、王光英、马万祺、丁石孙、孙孚凌、何鲁丽、张克辉

- 外交、侨务、国际事务
  - “国际无产阶级和被压迫民族被压迫人民的伟大导师”、“为世界被压迫民族的解放和人类进步事业作出重大贡献的伟大国际主义者”（2023年）：毛泽东
  - “为世界和平和发展作出重大贡献的伟大国际主义者”：邓小平（2024年）[31]
  - “我国外交事业的主要奠基者之一”：周恩来
  - “杰出的国际政治活动家”：宋庆龄
  - “我国外交战线的杰出领导人”：钱其琛、吴学谦、黄华、方毅
  - “著名的爱国侨领”：董寅初
  - “著名归侨”：罗豪才

- 中共理论建设
  - “马克思主义中国化的伟大开拓者、中国社会主义现代化建设事业的伟大奠基者”：毛泽东（2023年 [32]）
  - “我国社会主义改革开放和现代化建设的总设计师，建设有中国特色社会主义理论的创立者”：邓小平
  - “我党卓越的马克思主义理论传播者”：赵世炎
  - “杰出的马克思主义理论家、政论家和社会科学家、我党思想理论文化宣传战线的卓越领导人”：胡乔木
  - “党和国家在统一战线和民族工作方面的著名理论家”：李维汉
  - “党思想理论宣传战线的杰出领导人，马克思主义理论家”：邓力群
  - “‘三个代表’重要思想的主要创立者”：江泽民
  - “马克思主义理论家”：康生

- 法律、政法工作
  - “我国社会主义法制的主要奠基人”：彭真
  - “新中国法制建设的重要开拓者”：董必武
  - “我国公安政法战线的杰出领导人”：王芳
  - “中国特色社会主义民主法治建设的重要领导者”：李鹏、吴邦国
  - “著名的法律学家”：史良
  - “我国政法战线的杰出领导人”：张思卿、任建新
  - “我国社会主义法制建设的杰出领导人”：曹志、邹家华、热地

- 农民运动、三农工作
  - “杰出的农民运动领袖”：方志敏、彭湃
  - “中国农村改革的先锋”：万里
  - “我国农业战线杰出的领导人”：陈俊生、杨汝岱、毛致用

- 工人运动
  - “中国工人运动的先驱和领袖”：苏兆征、邓中夏、邓发
  - “著名的工人运动领袖”：李立三、赵世炎、罗登贤
  - “工人运动的著名活动家：项英

- 妇女运动
  - “中国妇女运动的先驱和卓越领导者、国际进步妇女运动的著名活动家”：蔡畅
  - “中国妇女运动的先驱”：邓颖超
  - “妇女运动杰出领袖”：史良

- 军事
  - “卓越”级
    - “我军卓越的军事家”：徐海东
    - “我军卓越的军事指挥员”：许世友、萧劲光、程子华
    - “我军卓越的政治工作领导人”：习仲勋、谭政、程子华
    - “中国人民解放军的卓越领导人”：陈赓、张万年、张震、许其亮

  - “杰出”级
    - “杰出的军事家”：粟裕、王树声、许光达、董其武
    - “我军杰出的军事指挥员和政治工作领导者”：韦国清
    - “我军杰出的政治工作者”：胡耀邦
    - “我国国防建设和军队军事工作的杰出领导人”：梁光烈[33]

  - “新四军的创建人和主要领导人之一”：项英

- 科技、教育
  - “享誉海内外的杰出科学家和我国航天事业的奠基人”：钱学森
  - “我国科技战线的杰出领导人”：张劲夫、方毅
  - “我国近代力学奠基人之一”：钱伟长
  - “我国核科学事业的主要开拓者之一”：朱光亚
  - “享誉海内外的著名科学家，中国计算机汉字激光照排技术创始人”：王选
  - “著名的科学家、教育家”：周培源、茅以升、卢嘉锡、丁石孙
    - 兼“我国现代桥梁科学的奠基人”：茅以升
    - 兼“中国理论物理与力学领域的重要创始人之一，世界公认的湍流模式理论的奠基人”：周培源

  - “卓越的科学家、教育家，我国生物学界的一代宗师”：童第周
  - “杰出的科学家”：华罗庚、苏步青、周光召
    - 兼“教育家”：华罗庚、苏步青

  - “我国水利和电力战线的杰出领导人”：钱正英
  - “著名的医学科学家、医学教育家、泌尿外科专家”：吴阶平
  - “著名的药学家”：桑国卫

- 文化
  - “中国革命文学的重要奠基者之一”：瞿秋白
  - “享誉海内外的文学大师”：巴金
  - “我国现代进步文化的先驱者、伟大的革命文学家”：沈雁冰 [34]
  - “我国杰出的作家、诗人和戏剧家、马克思主义的历史学家和古文字学家，继鲁迅之后我国文化战线上又一面光辉的旗帜”：郭沫若 [35]
  - “我国进步文化出版事业的先驱和奠基人”：胡愈之
  - “著名的社会学家、人类学家”：费孝通

- 民族、宗教
  - “党和国家在统一战线和民族、宗教工作方面的著名理论家和卓越领导者”：李维汉
  - “卓越的民族工作领导人”：乌兰夫
  - “民族工作的杰出领导人”：賽福鼎·艾則孜、阿沛·阿旺晋美、布赫、赵南起、汪锋、司马义·艾买提、铁木尔·达瓦买提、热地
  - “中国藏传佛教的杰出领袖”：班禅额尔德尼·确吉坚赞
  - “杰出的爱国宗教领袖”：傅铁山、丁光训

- 民主党派
  - “德高望重的民主党派领导人”：卢嘉锡（百年诞辰时增加[36]）
  - “中国国民党革命委员会的杰出领导人”：周铁农、何鲁丽
  - “中国民主同盟的卓越领导人”：费孝通、钱伟长
  - “中国民主同盟的杰出领导人”：丁石孙
  - “中国民主建国会和全国工商联的卓越领导人”：孙起孟
  - “中国民主建国会的杰出领导人”：王光英、万国权、成思危
    - 兼“中华职业教育社的杰出领导人”：成思危

  - “中国民主促进会的创始人之一和卓越领导人”：雷洁琼
  - “中国农工民主党的卓越领导人”：卢嘉锡（2001年[37]，100周年诞辰时不再提及）
  - “中国致公党的杰出领导人”：罗豪才
  - “中国农工民主党的杰出领导人”：桑国卫
  - “九三学社的创始人和杰出领导者”：许德珩
  - “九三学社的杰出领导人”：吴阶平、王文元
  - “台湾民主自治同盟的杰出领导人”：张克辉
  - “中华全国工商业联合会的杰出领导人”：王光英、经叔平
  - “著名的无党派爱国民主人士”：程思远

- 革命根据地
  - “闽西革命根据地的主要创建者之一”：张鼎丞
  - “陕甘边区革命根据地的主要创建者和领导者之一”：习仲勋

## 特殊称号
- “国之瑰宝”：宋庆龄（周恩来语、江泽民题）
- “华侨旗帜、民族光辉”：陈嘉庚（毛泽东题）